# Gonia bicincta
Gonia bicincta är en tvåvingeart som beskrevs av Suster 1929. Gonia bicincta ingår i släktet Gonia och familjen parasitflugor.
Artens utbredningsområde är Rumänien. Inga underarter finns listade i Catalogue of Life.